# 鮑伯·托利
羅伯特·李·托利（英語：Robert Lee Turley，1930年9月19日—2013年3月30日），綽號「子彈鮑伯」，為美國職棒大聯盟的投手。13年職業生涯曾效力過布朗/金鶯、洋基、天使與紅襪等隊。
1958年，托利投出生涯年。該年他囊括勝投王、賽揚獎、世界大賽MVP等多項大獎。他在退休後擔任財務策劃，他與另一名保險業務Arthur L. Williams Jr.合創金融公司。

## 職業生涯

### 聖路易布朗/巴爾的摩金鶯
1951年9月29日，托利登上大聯盟。不過他在初登板吞敗，而他這年也就只有出賽這一場比賽。隨著他去當了兩年兵，他在1953年回歸大聯盟。1954年，布朗隊搬到巴爾的摩，並改名為金鶯。托利也成為第一位在金鶯隊新主場投球的投手。托利雖然這年的三振率高，但是控球並沒有到非常出色。他送出了185次三振和181次保送。
1954年球季，洋基隊的5位先發投手艾利·雷諾斯、艾迪·洛培特、強尼·塞恩、Tommy Byrne和Jim Konstanty全都超過35歲，其中雷諾斯更在球季結束後退休，因此洋基隊急需年輕投手撐起先發輪值。於是金鶯隊和洋基隊進行一場多達17名球員的交易案，金鶯將托利、唐·拉森、Billy Hunter、Mike Blyzka、Darrell Johnson、Jim Fridley和Dick Kryhoski送去洋基，換來Harry Byrd、Jim McDonald、Willy Miranda、Hal Smith、Gus Triandos、金恩·伍德林、Bill Miller、Kal Segrist、Don Leppert和Ted Del Guercio。這筆交易也是大聯盟史上最大筆的交易。

### 紐約洋基
來到洋基的第一年，托利拿下了17勝。他也幫助洋基隊拿下美聯冠軍，不過托利在世界大賽第三戰輸球。最後球隊輸給道奇無緣奪冠。
1956年他拿下8勝4敗，防禦率5.05。這年洋基再度闖進世界大賽，而托利也以後援投手身分上陣。他在第6戰完投9局僅失1分，然而球隊卻以0比1輸球。不過最後洋基仍以4勝3敗打敗道奇拿下冠軍，這也是托利個人的首冠。
1957年，托利學會了新球種—曲球，這使得他的單季防禦率降到2.71。1957年世界大賽第三戰，托利僅先發1.2局便由唐·拉森接手剩下比賽。他在第六戰拿下個人季後賽首勝，不過最終洋基仍在第七戰輸球。
1958年，托利修正他的投球姿勢，逐漸捨棄揮臂式投球。這也讓他贏來了自己的生涯年，該年他投出21勝7敗，防禦率2.97。然而他在世界大賽第二場僅先發0.1局便狂失4分吞敗。不過托利在球隊陷入1勝3敗的情況先投出完封勝，接著又在第六戰延長賽拿下救援成功。最終洋基4勝3敗逆轉勇士奪冠，托利拿下世界大賽MVP。而托利也在這年同時拿下賽揚獎與勝投王，還在MVP票選中拿下第二名。
1959年，他的薪水衝上了35000美元，為他個人生涯新高。他也成為了該年的開幕戰先發投手，不過他的球威也開始下滑。最後他僅拿下8勝11敗，隔年他拿下9勝3敗，防禦率3.27。他在1960年世界大賽第二戰奪勝，可惜最終洋基7戰不敵海盜。
1961年，托利傷到了他的右手肘，導致他僅先發15場比賽，拿下3勝5敗，防禦率5.75。洋基隊在這年開始啟用大量年輕投手擔任先發，因此托利改往牛棚發展。球季結束後，托利動手術將手肘骨刺去除。不過隨著骨刺在隔年復發，也影響到他的投球身手。這年他的防禦率高達4.57。這兩年洋基都闖進世界大賽，且都順利奪冠，但是托利完全沒有在球隊名單內。

### 生涯後期
1962年球季結束後，洋基隊準備重建投手輪值，於是將托利交易至天使。然而托利在天使隊僅拿下2勝7敗，因此他在7月份被釋出。一週後他與紅襪隊簽約，並在球季結束後退休。
退休後，托利在紅襪隊擔任一年的投手教練。1965年，托利嘗試於45口徑手槍隊東山再起。不過最後並未成功，之後他便在一些小聯盟球隊擔任投手教練。

## 個人生活
托利的叔叔Ralph也是一名棒球選手，1949年，當時洋基隊不小心把Ralph簽下(因為他們誤認他是Bob)，結果在發現簽錯人後便隨即將Ralph釋出。目前在海盜隊擔任投手的Nik Turley也說到托利是他的遠親。

### 去世
托利在晚年定居於喬治亞州。2013年3月30日，托利因為肺癌去世，享年82歲。後來他在喬治亞州的杜魯斯進行火化。

## 生涯投球數據
| 勝投 | 敗投 | 防禦率 | 出賽場次 | 先發 | 完投 | 完封 | 投球局數 | 安打 | 失分 | 自責分 | 全壘打 | 保送 | 三振 | 暴投 | 觸身球 |
| ---- | ---- | ------ | -------- | ---- | ---- | ---- | -------- | ---- | ---- | ------ | ------ | ---- | ---- | ---- | ------ |
| 101  | 85   | 3.64   | 310      | 237  | 78   | 24   | 1712.2   | 1366 | 753  | 693    | 140    | 1068 | 1265 | 39   | 56     |

## 外部連結
- 球員資訊和成績在MLB，ESPN，Retrosheet ，Baseball Reference ，Baseball Reference (Minors) ，Fangraphs ，The Baseball Cube ，Baseball Almanac （英文）